# Hakuhodo
Hakuhodo (株式会社博報堂, Kabushiki-gaisha Hakuhōdō) est une agence de publicité japonaise, deuxième plus grande agence au Japon derrière Dentsu et devant Asatsu-DK, appartenant à Hakuhodo DY Holdings. Son siège est à Akasaka Biz Tower à Akasaka, Minato, Tokyo.

## Histoire
Hakuhodo est l'une des plus vieilles agence de publicité au Japon et a été créée par Hironao Seki à Kanda-Nabecho, Tokyo, en tant que courtier en espaces publicitaires et distributeur en gros de magazines éducatifs en octobre 1895.
En octobre 1914, son siège est déplacé à Kanda-Nishikicho.
En février 1924, elle se réorganise en société par action (Kabushiki gaisha).
En avril 1955, elle change son nom en Hakuhodo Incorporated.
En mai 2008, son siège est déplacé à son emplacement actuel, à Akasaka.